# J-Klasse (Segeln)

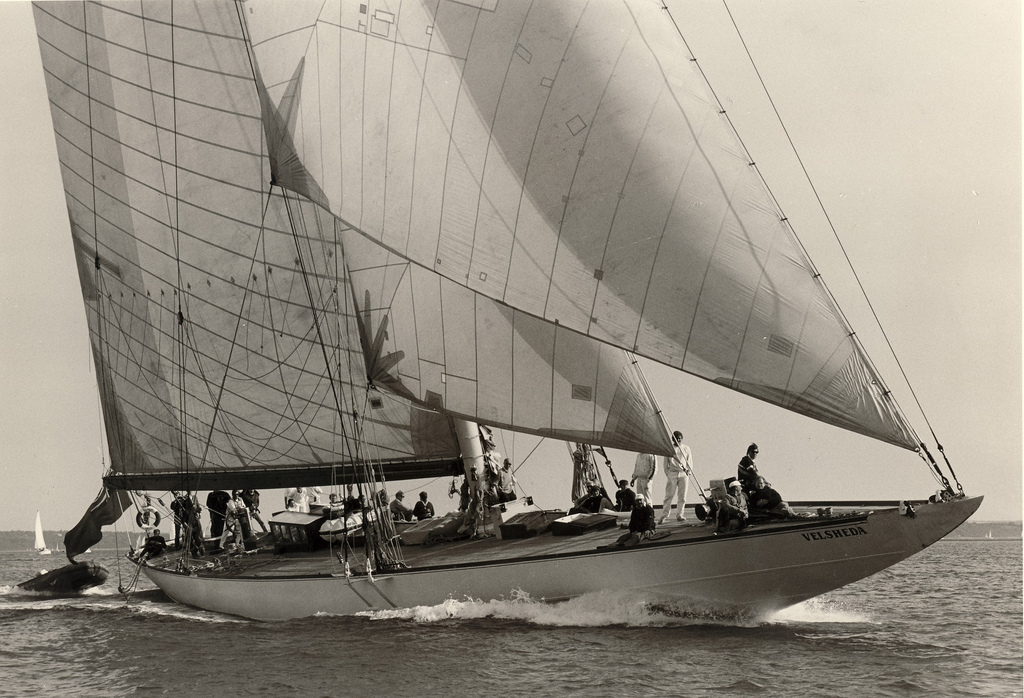
Velsheda, J-Klasse-Yacht im Solent 2007

J-Klasse bezeichnet eine Bootsklasse für große Kielyachten nach internationalen Regeln. Mit diesen Segelyachten wurden insbesondere Regatten um den America’s Cup zwischen den Jahren 1930 und 1937 ausgetragen.

## Geschichte der Formel
Britische Yachten segelten nach internationalen Regeln, die bei einer Bootslänge von mehr als 48 Fuß ein Bermuda-Rigg vorschrieben. Die Amerikaner wollten mit größeren Yachten teilnehmen. Die internationalen Formelvorschriften über die Yachtgröße war unterschieden in Buchstabenklassen. Maßstab war hier die Wasserlinienlänge. Der Buchstabe J stand für die Länge von 75 bis 87 Fuß.
Die Regel basierte auf Ideen des Yachtdesigners Nathanael Herreshoff/USA. Die Wasserlinienlänge sollte beschränkt sein, die Segelfläche frei wählbar. Die Wasserverdrängung der Segelyachten sollte steigen und der Tiefgang bei 15 Fuß begrenzt werden.

### Klassenformel

Rumpfmaße

Segelriss J-Klasse

- Länge Wasserlinie (LWL): 26,51 m
- Länge über alles (Lüa): 41,54 m
- Breite über alles: 6,36 m
- Tiefgang: 4,57 m
- Segelfläche: 701 m²
- Verdrängung: maximal 160 t

## Yachten
Eine Reihe schon existierender britischer Yachten wurden der neuen J-Formel angepasst, um mit den Neubauten Regatten segeln zu können:
- 1928 Astra, K2, Eigner: Sir Mortimer Singer,  Vereinigtes Königreich
- 1928 Cambria, K4, Eigner: Sir William Berry,  Vereinigtes Königreich
- 1929 Candida, K8, Eigner: Herman Andrae,  Vereinigtes Königreich
- White Heather II, K7, Eigner: Lord Waring,  Vereinigtes Königreich
- 1931 Britannia, K1, Eigner: König Georg V.,  Vereinigtes Königreich

Es wurden nur zehn reine J-Klasse-Yachten gebaut, davon vier in Großbritannien und sechs in den USA:
| Name Segelnummer             | Baujahr | Eigner Yachtclub                                 | Konstrukteur                       | Werft Land             | America’s Cup Resultat                      |
| ---------------------------- | ------- | ------------------------------------------------ | ---------------------------------- | ---------------------- | ------------------------------------------- |
| Shamrock V J-K3              | 1930    | Sir Thomas Lipton Royal Ulster Yacht Club Irland | Charles E. Nicholson               | Camper & Nicholsons GB | Herausforderer im 14. AC Unterlegen mit 0:4 |
| Weetamoe J 1                 | 1930    | Morgan Syndicate                                 | Clinton Crane                      | Herreshoff USA         | Auswahl zur Verteidigung beim 14. AC        |
| Yankee J 2 oder später J-US2 | 1930    | John Lawrence                                    | Frank Paine                        | Lawley & Son’s USA     | Auswahl zur Verteidigung beim 14. AC        |
| Whirlwind J 3                | 1930    | Landon K. Thorne                                 | L. Francis Herreshoff              | Lawley & Son’s USA     | Auswahl zur Verteidigung beim 14. AC        |
| Enterprise J-US              | 1930    | Harold S. Vanderbilt New York Yacht Club USA     | Starling Burgess                   | Herreshoff USA         | Verteidiger im 14. AC Siegreich mit 4:0     |
| Velsheda J-K7                | 1933    | W.L. Stephenson                                  | Charles E. Nicholson               | Camper & Nicholsons GB | –                                           |
| Endeavour J-K4               | 1934    | Sir Thomas Sopwith Royal Yacht Squadron England  | Charles E. Nicholson               | Camper & Nicholsons GB | Herausforderer im 15. AC Unterlegen mit 2:4 |
| Rainbow J 4 auch J-US4       | 1934    | Harold S. Vanderbilt New York Yacht Club USA     | Starling Burgess                   | Herreshoff USA         | Verteidiger im 15. AC Siegreich mit 4:2     |
| Endeavour II J-K6            | 1937    | Sir Thomas Sopwith Royal Yacht Squadron England  | Charles E. Nicholson               | Camper & Nicholsons GB | Herausforderer im 16. AC Unterlegen mit 0:4 |
| Ranger J 5 auch J-US5        | 1937    | Harold S. Vanderbilt New York Yacht Club USA     | Starling Burgess und Olin Stephens | Bath Iron Works USA    | Verteidiger im 16. AC Siegreich mit 4:0     |

Darüber hinaus wurde in Schweden 1937 mit dem Bau der J-S1 Svea nach Plänen von Tore Holm  begonnen. Durch den Zweiten Weltkrieg wurde der Bau jedoch nie vollendet.

## Die Klasse heute

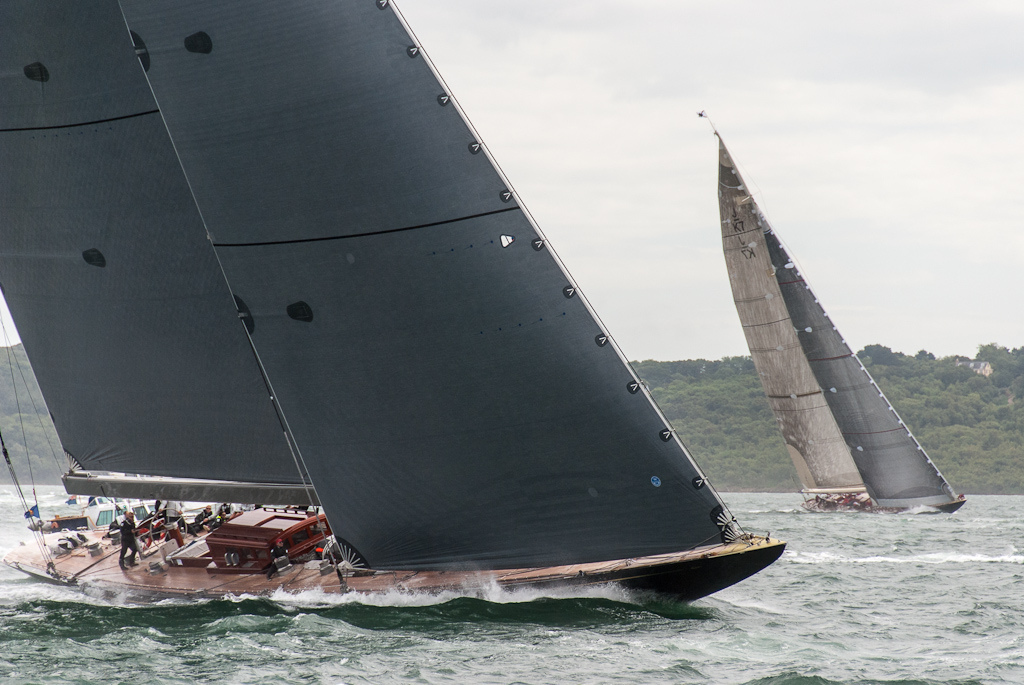
Rainbow (Vordergrund) und Velsheda

Die J Class Association hat sich zum Ziel gesetzt, die Klasse zu erhalten und Regatten für historische und neu gebaute J-Klasse-Yachten zu ermöglichen. Teilnehmen sollen ausschließlich Yachten, die nach Original-Entwürfen aus den 1930er-Jahren gebaut wurden. Außerdem wurde ein Handicap-System definiert, das die Zeitvergütung zwischen unterschiedlich schnellen Booten regelt.
Drei original erhaltene der J-Klasse-Yachten sind noch in Fahrt, die Shamrock V, die Endeavour sowie die Velsheda, drei J-Klasse-Yachten wurden nachgebaut: Die erste wurde nach ihrem originalen Vorbild auf den Namen Ranger getauft und kam im Jahre 2004 wieder in Fahrt. Die Endeavour II wurde auf der Royal Huisman Werft unter dem Namen Hanuman nachgebaut und wurde im April 2009 fertiggestellt. Außerdem wurde die Lionheart nach einem der verworfenen Original-Pläne der Ranger mit der Bezeichnung 77F eine Yacht von Hoek Design in den Niederlanden gebaut. Die Lionheart wurde im Juni 2010 fertiggestellt und erhielt die Segelnummer J-H1.
Der Bau der Svea war ab 2010 geplant. Das Schiff wurde im Frühjahr 2017 fertiggestellt. Im Juni 2017 veröffentlichte Spiegel Online ein Foto der Svea.
2015 wurde Topaz fertiggestellt. Topaz basiert auf einer von Frank Paine 1935 gezeichneten Yacht, die jedoch nie fertiggestellt wurde.
| Segel- nummer | Name      | Baujahr                     | Originalpläne | Konstrukteur               | Werft Land                                            |
| ------------- | --------- | --------------------------- | ------------- | -------------------------- | ----------------------------------------------------- |
| J 5           | Ranger    | 2004                        | Ranger        | Fred Elliot                | Danish Yachts DK                                      |
| J K6          | Hanuman   | 2009                        | Endeavour II  | Gerard Dijkstra & Partners | Royal Huisman NL                                      |
| J H1          | Lionheart | 2010                        | Ranger – 77F  | Hoek Design                | Bloemsma Aluminiumbouw, Claasen Jachtbouw NL          |
| J S1          | Svea      | 2017                        | Svea          | Hoek Design                | Bloemsma Aluminiumbouw, Vitters Shipyard NL           |
| J H2          | Rainbow   | 2012                        | Rainbow       | Gerard Dijkstra & Partners | Bloemsma Aluminiumbouw, Holland Jachtbouw NL          |
| J H3          | Yankee    | 2012 (Planung abgebrochen?) | Yankee        | Gerard Dijkstra & Partners | Bloemsma Aluminiumbouw NL                             |
| J 8           | Topaz     | 2015                        | Unbenannt     | Frank Paine / Hoek Design  | Bloemsma Aluminiumbouw, Holland Jachtbouw Niederlande |